# Dicrodon heterolepis
Dicrodon heterolepis là một loài thằn lằn trong họ Teiidae. Loài này được Tschudi mô tả khoa học đầu tiên năm 1845.